# Роберт Дональд Кабана

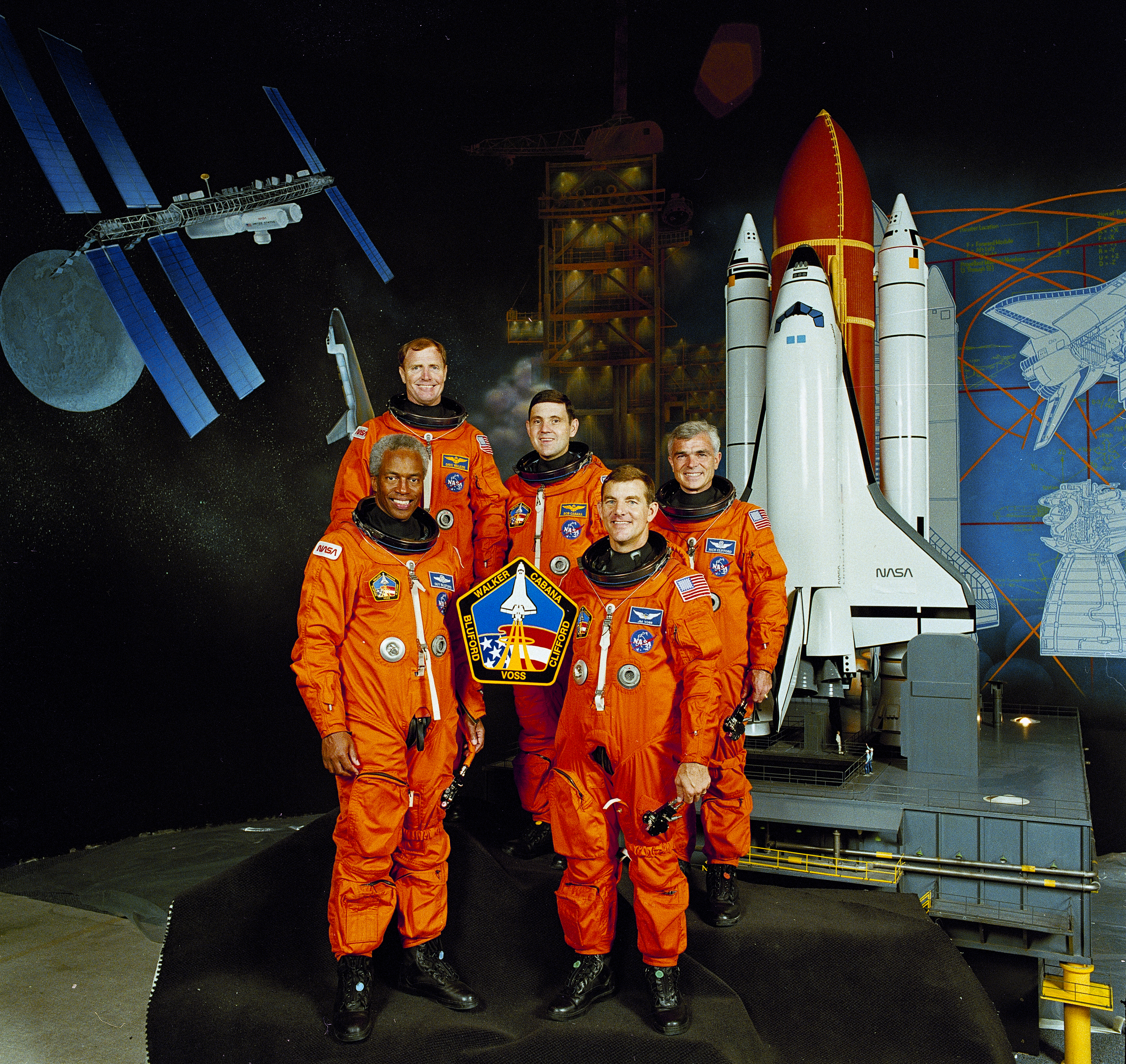
Екіпаж STS-53:Зліва направо — фронт: Bluford, Восс; Повернутися: Вокер, Кабана, Кліффорд

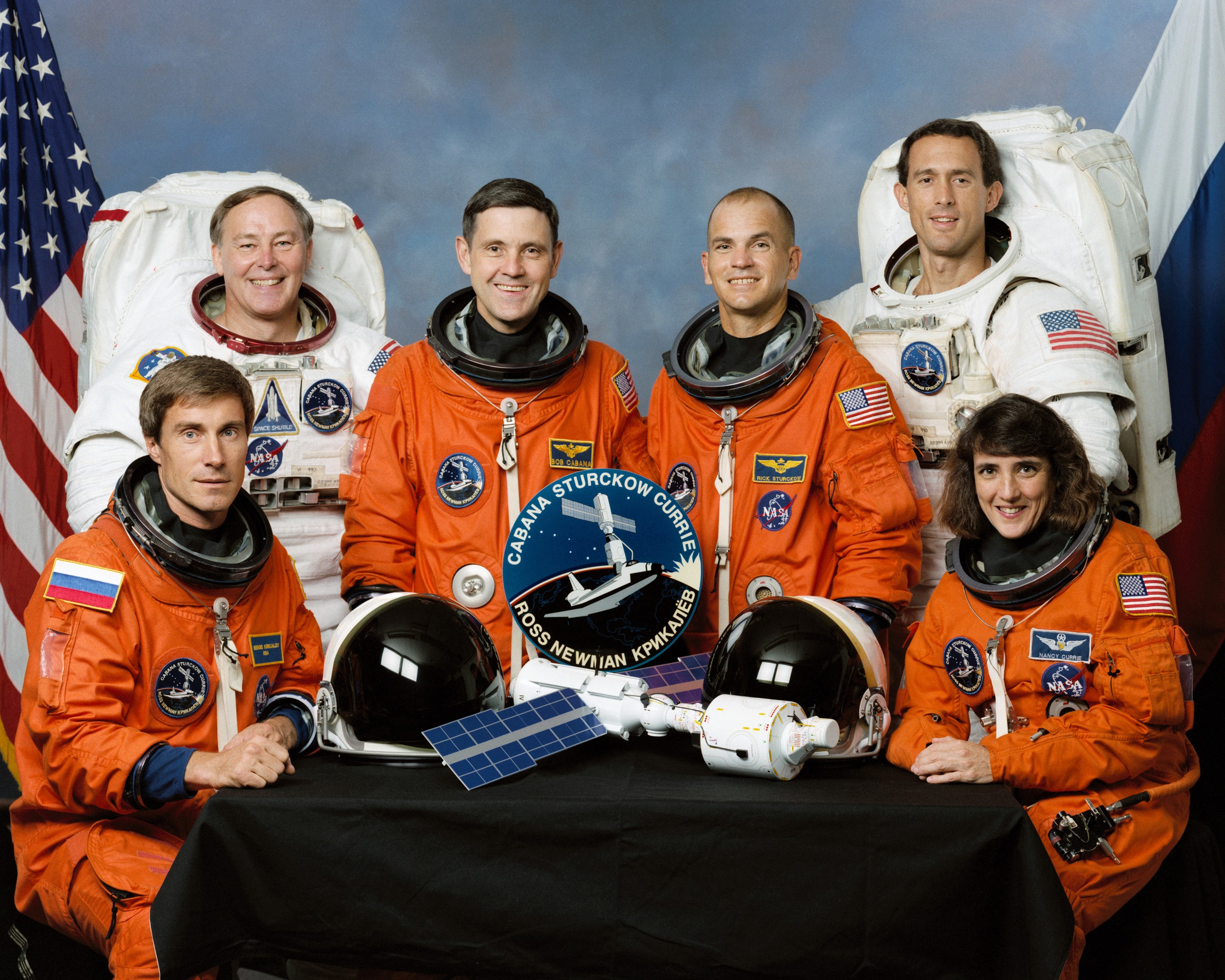
Екіпаж STS-88:Зліва направо — фронт: Крикалев, Каррі; Повернутися: Росс, Кабана, Стеркоу, Ньюман

Ро́берт До́налд Кабана́ (англ. Robert Donald 'Bob' Cabana; нар. 23 січня 1943, Міннеаполіс) — астронавт NASA.  Здійснив чотири космічні польоти на шаттлах: STS-41 (1990, «Діскавері»), STS-53 (1992, «Діскавері»), STS-63 (1994, «Колумбія») і STS-88 (1998, «Індевор»), полковник КМП США. З жовтня 2008 року по травень 2021 року — директор Космічного центру імені Кеннеді.

## Життєпис
Народився 23 січня 1943 року в місті Міннеаполіс, штат Міннесота, там же 1967 року закінчив середню школу. Його батьки — Тед і Аннабель Кабана, проживають в Міннеаполісі. У Роберта є молодший брат — Гарі Кабана. Роберт Кабана одружився з Ненсі Джоан Шимер, вона з міста Кортленд, штат Нью-Йорк. У них троє дітей: Джефрі (нар. 19.08.1972), Крістофер (нар. 22.04.1974) і Сара (нар. 09.08.1977). Захоплюється: плавання, біг підтюпцем, велоспорт, плавання під вітрилом і роботами по дереву. В червні 1971 року отримав ступінь бакалавра наук в області математики у Військово-морської Академії США, в Аннаполісі, штат Меріленд..
Після закінчення навчання у Військово-морській Академії США, у Аннаполісі, штат Меріленд, Кабана пройшов навчання в льотній школі на Базі морської піхоти «Квантіко», штат Вірджинія, продовжив — 1972 року в морській офіцерській льотній школі на авіабазі Пенсакола, Флорида. Він літав на літаках A-6 Intruder, як штурман-бомбардир на авіабазі морської піхоти Черрі-Пойнт, Північна Кароліна, потім на авіабазі «Макас» в Івакуні, Японія. У вересні 1976 він повернувся на авіабазу Пенсакола, до Флориди, де після перепідготовки став військово-морським льотчиком. Потім він був перевівся в «Черрі-Пойнт», де літав на A-6 Intruder.

### Підготовка до космічних польотів
В червні 1985 року Кабана був запрошений до NASA як кандидат в астронавти, склад одинадцятого набору. Почав проходження курсу загальнокосмічної підготовки (ОКП) з серпня 1985 року. По закінченні навчання в липні 1986 року одержав кваліфікацію «пілот» і призначення в Відділ астронавтів NASA. Займав посаду оператора зв'язку з екіпажем в Центрі управління польотами. Протягом трьох років був главою Офісу астронавтів. З 8 серпня 2001 по вересень 2002 року був Директором NASA за програмою пілотованих польотів в Росії. Займався питаннями взаємодії між NASA та російськими космічними корпораціями і Центрами. У 1981 році закінчив Школу льотчиків-випробувачів і був направлений у морський випробувальний центр на авіабазу в Патаксент-Рівер, штат Меріленд, де став Керівником програми випробувань A-6 Intruder і X-29. Випробовував різні системи боєприпасів на літаках серії A-6 Intruder і А-4 Skyhawk. Надалі знову був переведений на авіабазу «Макас» в Івакуні, Японія. Військові звання: майор КМП (1984 рік), полковник КМП (2000 рік, у відставці з серпня 2000 року). Має наліт понад 7000 годин на 34 різних типах літаків.

### Польоти у космос
- Перший політ — STS-4, шаттл «Діскавері». З 6 по 10 жовтня 1990 року як «пілот». Мета польоту — виведення на орбіту космічного апарата «Улісс». Тривалість польоту склала 4 дні 2:00 11 хвилин.
- Другий політ — STS-53, шаттл «Діскавері». З 2 по 9 грудня 1992 року як «пілот». STS-53 — остання місія шатлів військового призначення. Тривалість польоту склала 7 днів 7:00 21 хвилину.
- Третій політ — STS-65, шаттл «Колумбія». З 8 по 23 липня 1994 року як «командир корабля». Мета польоту — проведення різних медико-біологічних та матеріалознавчих експериментів.
- Четвертий політ — STS-88, шаттл «Індевор». З 4 до 16 грудня 1998 року як «командир корабля». Це була перша будівельна місія, виконана NASA за програмою збірки Міжнародної космічної станції. Основним завданням місії була доставка на орбіту американського модуля «Юніті» (англ. Unity) з двома стикувальними переходниками і пристикування модуля «Юніті» до російський модулб «Зоря», що вже знаходився в космосі. У вантажному відсіку шаттла знаходилися також два демонстраційних супутника (англ. MightySat) та аргентинський дослідний супутник.

Загальна тривалість польотів в космос — 37 днів 22 години 47 хвилин.

## Джерело
- Офіційна біографія НАСА(англ.)